# Vreshtas
Vreshtas è una frazione del comune di Maliq in Albania (prefettura di Coriza).
Fino alla riforma amministrativa del 2015 era comune autonomo, dopo la riforma è stato accorpato, insieme agli ex-comuni di Gorë, Libonik, Maliq, Moglicë, Pirg e Pojan a costituire la municipalità di Maliq.

## Località
Il comune era formato dall'insieme delle seguenti località:
- Vreshtas
- Sheqeras
- Bregas
- Podgori